# Barbara Laugwitz
Barbara Laugwitz (* 12. Januar 1971 in Berlin) ist eine deutsche Verlegerin. Von 2014 bis 2018 war sie verlegerische Geschäftsführerin des zum Holtzbrinck-Konzern gehörenden Rowohlt Verlags. Ihre Freistellung Ende August 2018 führte zu Autorenprotesten und rechtlichen Auseinandersetzungen. Ab 2019 war sie Verlagsdirektorin/Chief Publishing Officer (CPO) der Ullstein Buchverlage in Berlin. Dort wurde sie im Sommer 2019 verlegerische Geschäftsführerin. Mit Wirkung ab 1. August 2020 wurde Laugwitz verlegerische Geschäftsführerin bei dtv.

## Leben und Wirken

### Ausbildung und erste berufliche Stationen
Barbara Laugwitz studierte an der Universität Oxford Altphilologie. Ihren Einstieg in die Verlagsbranche hatte sie mit einem Volontariat bei Droemer Knaur. Anschließend arbeitete sie als Lektorin beim Ullstein Verlag. 2005 wechselte sie zu Rowohlt in die Abteilung für Taschenbuch-Sachbücher. 2012 übernahm sie dort die Leitung der gesamten Taschenbuchsparte. Als Nachfolgerin von Alexander Fest wurde sie 2014 verlegerische Geschäftsführerin des Rowohlt Verlags. Unter ihrer Leitung wurden Autoren wie Jan Weiler und Eckart von Hirschhausen zu Rowohlt geholt und der Verlag war wirtschaftlich erfolgreich.

### Kündigung bei Rowohlt
Barbara Laugwitz’ Vertrag wurde zum Jahresende 2018 beendet, obwohl sie die erfolgreichste Verlegerin des ersten Halbjahrs 2018 war, gemessen an den Bestseller-Platzierungen sowohl bei Belletristik als auch bei Sachbüchern. Neuer verlegerischer Geschäftsführer bei Rowohlt wurde im Januar 2019 Florian Illies. Die Kündigung war mit „unterschiedliche[n] Vorstellungen über den weiteren Weg“ begründet. Das Vorgehen mit fristgerechter Kündigung bei sofortiger Freistellung samt Kontaktverbot zu Autoren und Mitarbeitern sowie sofortigem Sperren des E-Mail-Accounts wurde vom Chefredakteur des Börsenblatts als vom Branchenüblichen deutlich abweichend kommentiert.
In der Süddeutschen Zeitung wurde als Kündigungsgrund angenommen, Laugwitz habe ihre erfolgreiche Tätigkeit im Hintergrund geleistet und keine Aufmerksamkeit für den Verlag generiert. Die Verlegerin und Literaturagentin Elisabeth Ruge vermutete in einem Interview, die Entscheidung könne auch damit zu tun haben, dass Barbara Laugwitz eine Frau ist. Das Fachmagazin Buchreport listete mehrere Verlegerinnen auf, die zu diesem Zeitpunkt große deutsche Verlage leiteten. Nach Darstellung des Nachrichtenmagazins Der Spiegel waren persönliche Differenzen zwischen dem Leiter der Holtzbrinck-Buchverlage Joerg Pfuhl und Barbara Laugwitz der Grund für deren Kündigung. In einem Interview sagte Barbara Laugwitz im Oktober 2019 rückblickend, ihre Kündigung sei wahrscheinlich schon seit dem Herbst 2017 betrieben worden.

#### Unterstützung von Autoren
Namhafte Schriftsteller des Verlags zeigten sich über die Kündigung entsetzt, dokumentiert in der FAZ am 9. September 2018. Elfriede Jelinek, Daniel Kehlmann, Eckart von Hirschhausen und die amerikanischen Schriftsteller Paul Auster, Siri Hustvedt und Jonathan Franzen äußerten Unverständnis und Kritik. 22 weitere Rowohlt-Autoren schrieben einen offenen Brief an Stefan von Holtzbrinck und Joerg Pfuhl, den CEO der Holtzbrinck-Buchverlage, darunter Thomas Melle, Eugen Ruge, Margarete Stokowski, Heinz Strunk und David Wagner. Er wurde am 12. September 2018 in der taz und auf Spiegel Online veröffentlicht. Erbost zeigten sich die Unterzeichner insbesondere über die Kontaktsperre. Ein weiterer offener Brief von Autoren folgte am 30. September in der FAS, in dem die mangelnde Reaktion von Pfuhl auf die Vorwürfe beklagt wurde.
Der Konzern verwahrte sich in einer Stellungnahme vom 1. Oktober 2018 gegen die „zum Teil heftige[n] persönliche[n] Vorwürfe“ gegenüber Joerg Pfuhl. Die Verschwiegenheitsverpflichtung und die Kontaktsperre für Barbara Laugwitz gegenüber anderen Mitarbeitern und Autoren sei „in keiner Weise als dauerhaftes Kontaktverbot“ gedacht gewesen. Auf Antrag von Laugwitz erließ das Landgericht Berlin am 27. September 2018 eine einstweilige Verfügung, in der Joerg Pfuhl „bestimmte Formulierungen im Zusammenhang mit Vertraulichkeitsregelungen rund um die Entlassung der Geschäftsführerin Barbara Laugwitz untersagt“ wurden. Im Oktober 2018 wurde der Disput beigelegt.

### Rückkehr zu Ullstein
Laugwitz wechselte im Januar 2019 als Verlagsdirektorin/Chief Publishing Editor (CPO) zu den Ullstein Buchverlagen. Im Mai 2019 kündigte das Unternehmen ihre Übernahme der verlegerischen Geschäftsführung von Gunnar Cynybulk zum Sommer des Jahres an.

### Verlegerin bei dtv ab August 2020
Am 1. August 2020 hat Laugwitz die verlegerische Geschäftsführung bei dtv übernommen. Sie wurde die Nachfolgerin von Claudia Baumhöver.